# سوفی مک‌شرا
سوفی مک شرا (به انگلیسی: Sophie McShera) (زاده ۱۲ مارس ۱۹۸۵) بازیگر انگلیسی است.
از فیلم‌های معروف او می‌توان به بازی در فیلم سیندرلا اشاره کرد.